# Южноафриканский рябок
Южноафриканский рябок (лат. Pterocles namaqua) — вид летающих птиц из семейства рябковых.

## Описание
Южноафриканский рябок достигает длины около 28 см и весит от 175 до 200 г. Половой диморфизм в окраске оперения отсутствует. Светло-коричневая голова и белая лента, которая тянется над грудью, а также крылья с коричневыми пятнами хорошо маскируют птиц.

## Распространение
Обитает в Южной Африке (исключая восточное побережье) в пустынях и полупустынях.

## Образ жизни
Южноафриканскому рябку достаточно небольшого количество воды и пищи. Питаются эти пернатые исключительно семенами растений. 
Оперение защищает представителей вида от характерных для его ареала крайних температур.
Благодаря особой структуре перьев на груди южноафриканские рябки могут приносить в них воду птенцам.